# São Gabriel (cruzador)
O São Gabriel foi um cruzador português. Cruzador de 3ª classe da Armada Portuguesa. Foi encomendado ao mesmo tempo que o seu gémeo São Rafael, para cumprir os planos de modernização da nossa frota de guerra delineados pelo então ministro Jacinto Cândido. Foi construído em França..